# Nyctemera candidissima
Nyctemera candidissima är en fjärilsart som beskrevs av Adalbert Seitz 1915. Nyctemera candidissima ingår i släktet Nyctemera och familjen björnspinnare. Inga underarter finns listade i Catalogue of Life.